# Isoperla oxylepis
Isoperla oxylepis is een steenvlieg uit de familie Perlodidae. De wetenschappelijke naam van de soort is voor het eerst geldig gepubliceerd in 1936 door Despax.